# 切詰大貴
切詰 大貴（きりづめ だいき、1999年1月5日 - ）は、日本のキックボクサー、プロ格闘家、医学生。高知県高知市出身。武勇会所属。
K-1カレッジ2021、65kg級王者。
ジャパン・キックボクシング・イノベーションスーパーライト級王者。血液型はO型。プロ格闘家でありながら医学部の学生でもある。

## 来歴
格闘技好きの父親の影響で、4歳の時に極真会館高知支部に入門し、格闘技を始める。
また、空手と並行して、7歳から中学生まで高知の黒潮ボクシングジムにも通っていた。
高校生になり、大学受験を控えて空手をいったん止めるが、K-1の大会を生で観戦しているうちに再び格闘技への興味に火がつく。
大学1年の時、第4代ジャパン・キックボクシング・イノベーションスーパーフェザー級チャンピオンで、廣田八幡神社の神主でもある櫻木崇浩に弟子入り。本格的にキックボクシングを始める。

### キックボクシング時代
- 2020年　K-1カレッジ2020大学生日本一決定戦-65㎏級で準優勝。

- 2021年　8月29日　K-1カレッジ2021大学日本一決定戦-65㎏級にて、チャンピオンとなる[1][2]。

- 2022年　12月4日　品川インターシティホールで行われた 「イノベーシRESISTANCE-10」でプロデビュー、大山完と対戦し1R 54秒でKO勝ちを収めた[3]。

- 2023年　4月30日　新宿FACEで行われた「イノベーションRESISTANCE-11」にて、弘・センチャイジムと対戦し3-0の判定勝ちを収めた[4]。

- 2024年　1月21日　大阪市立平野区民ホールで行われた「KAKUMEI KICKBOXING」にて、K.B.と対戦し3-0の判定勝ちを収めた。

- 2024年　4月14日　TIPSTAR DOME CHIBAで行われた「RWS JAPAN」にて桜華と対戦し3-0の判定勝ちを収めた。

- 2024年　7月28日　大阪176BOXで行われた「Z-Ⅵ Carnival 冠鷲シリーズvol.4 」にて、ブルズアイ竜太と対戦し1R KO勝ちを収めた[5]。

- 2024年　9月22日　新宿FACEで行われた、「イノベーションRESISTANCE-17」にて、板谷航平と対戦し3-0の判定勝ちを収めた[6][7][8]。

- 2024年　12月8日　品川インターシティホールで行われた「イノベーショRESISTANCE-18」にて、マサ佐藤と対戦し3-0の判定勝ちを収める[9][10][11][12]。デビューから7戦無敗のまま、ジャパン・キックボクシング・イノベーションのスーパーライト級のチャンピオンとなった[13]。

- 2025年3月30日 あなぶきアリーナ香川で行われたRIZIN.50にて、吉岡龍輝と対戦し1-2のスプリット判定で敗れた。これがプロキャリア初黒星となる。

## 人物・エピソード
高校時代、高知県知事の元へ空手の全国優勝の報告で表敬訪問を行った際に、メディアの前で「大学は医学部に行って将来は医者になろうと思います。」と公言し、その様子がテレビで各局で放送される。
いざ受験勉強を始めてみると、当時の自分の学力と医学部受験のハードルの高さの果てしないギャップに愕然とした。
中学・高校時代に、高知県教育委員会の高知県児童生徒表彰のスポーツの部を4年連続受賞。
趣味、格闘技観戦・旅行

## 戦績

### プロキックボクシング
| キックボクシング 戦績 | キックボクシング 戦績 | キックボクシング 戦績 | キックボクシング 戦績 | キックボクシング 戦績 | キックボクシング 戦績 | キックボクシング 戦績 |
| --------------------- | --------------------- | --------------------- | --------------------- | --------------------- | --------------------- | --------------------- |
| 8 試合                | (T)KO                 | 判定                  | その他                | 引き分け              | 無効試合              |                       |
| 7 勝                  | 2                     | 5                     | 0                     | 0                     | 0                     |                       |
| 1 敗                  | 0                     | 1                     | 0                     | 0                     | 0                     |                       |

| 勝敗 | 対戦相手           | 試合結果              | 大会名                         | 開催年月日    |
| ×    | 吉岡龍輝           | 3R終了 判定1-2        | RIZIN.50                       | 2025年3月30日 |
| ○    | マサ佐藤           | 5R終了 判定3-0        | イノベーションRESISTANCE-18    | 2024年12月8日 |
| ○    | 板谷航平           | 3R終了 判定3-0        | イノベーションRESISTANCE-17    | 2024年9月22日 |
| ○    | ブルズアイ竜太     | 1R KO（膝蹴り）       | Z-Ⅵ Carnival 冠鷲シリーズvol.4 | 2024年7月28日 |
| ○    | 桜華               | 3R終了 判定3-0        | RWS JAPAN                      | 2024年4月14日 |
| ○    | K.B.               | 3R終了 判定3-0        | KAKUMEI KICKBOXING             | 2024年1月21日 |
| ○    | 弘・センチャイジム | 3R終了 判定3-0        | イノベーションRESISTANCE-11    | 2023年4月30日 |
| ○    | 大山完             | 1R KO（右ストレート） | イノベーションRESISTANCE-10    | 2022年12月4日 |

## 獲得タイトル
- 空手
  - 第2回 世界総極真全日本ジュニアチャンピオンシップ 高校生男子重量の部 優勝[15]
  - 第11回 Point &K.O全日本空手道選手権大会 高校生重量級男子の部 優勝

- キックボクシング
  - K-1カレッジ2021 65kg級 チャンピオン[1][2]
  - ジャパン・キックボクシング・イノベーションスーパーライト級　チャンピオン[16]

## 受賞
- 2025年4月5日、JAPAN KICKBOXING INNOVATIONの2024年度の年間表彰が東京・新宿フェイスで行われ、年間MVPを受賞した[17][18]。

## 出演

### Web
- 週刊朝日 グラビアモデル[14][19]

- RSK山陽放送　イブニングニュース（2024年12月11日）[20]

- RSK山陽放送　イブニングニュース（2025年2月16日）[21]